# Víctor Campos
José Víctor Campos Guinot (Castellón, 1960) es abogado y político del Partido Popular.

## Trayectoria política
Comenzó muy joven en política, afiliándose al Partido Popular, de la mano de Carlos Fabra, de quien es ahijado político. En 1991 fue elegido concejal del Ayuntamiento de Castellón, cargo que ostenta hasta 2003. En 1995 fue elegido vicepresidente de la Diputación Provincial de Castellón, cargo que abandonó en 2003. En 1995 también fue designado miembro del consejo asesor de Radiotelevisión Valenciana, cargo que dejó en 2003, fecha en la que Francisco Camps lo integra en su gobierno como consejero de justicia y administraciones públicas. En 2004 fue nombrado vicepresidente del gobierno autonómico de la Comunidad Valenciana. En 2003 se presentó como cabeza de lista del PP por Castellón en las elecciones autonómicas, siendo elegido diputado autonómico. En este período, también fue elegido secretario general del PP en Castellón y secretario de organización del PP en la Comunidad Valenciana. En abril de 2007 anuncia, sorprendentemente, a pocos meses de las respectivas elecciones autonómicas, su intención de abandonar la política activa y los cargos de responsabilidad, por motivos personales. Poco después, regresaría, de nuevo, a la política activa, de la mano de Carlos Fabra, entrando a formar parte de la dirección del PP de Castellón, abandonándola en marzo de 2009, forzado por su presunta implicación en el caso Gürtel.
| Predecesor: Carlos González Cepeda | Consejero de Justicia de la Generalidad Valenciana 2003-2004 | Sucesor: Miguel Peralta Viñes   |
| Predecesor: Cargo creado           | Vicepresidente de la Generalidad Valenciana 2004-2007        | Sucesor: Vicente Rambla Momplet |

- Datos: Q5547775